# Wieża ciśnień w Ciechanowie
Wieża ciśnień w Ciechanowie – wieżowy zbiornik wyrównawczy zaprojektowany przez warszawskiego architekta Jerzego Michała Bogusławskiego w 1972 r. przy współudziale konstruktora dr. Józefa Wilbika, Stanisława Gajowniczka oraz Bohdana Szczeszeka. Technologię opracował inż. Stanisław Majkowski. Projekt opracowano w Biurze Projektowo-Badawczym Budownictwa Miastoprojekt Mazowsze w Warszawie przy współpracy Politechniki Warszawskiej.

## Budowa
Zbiornik ma kształt torusa osadzonego na hiperboloidzie jednopowłokowej. Kubatura zbiornika wynosi 1580 m³, znajduje się na wieży o wysokości 22 m, o średnicy podstawy dolnej 11,25 m, górnej 17,70 m, średnica zwężenia ok. 7 m. 
Budowla ta formalnie jest wieżowym zbiornikiem wyrównawczym, nie zaś wieżą ciśnień, jednak pod taką obiegową nazwą funkcjonuje w Ciechanowie. Wieża stoi na jednym z najwyżej położonych miejsc w mieście, 143 m n.p.m.

## Historia
Autor projektu otrzymał w roku 1977 nagrodę Ministra Budownictwa i Przemysłu Materiałów Budowlanych, a także gratulacje wojewody ciechanowskiego za wybitne osiągnięcie twórcze w dziedzinie architektury i budownictwa.
Od lat osiemdziesiątych wieża stała opuszczona. W lutym 2014 roku obiekt włączony został do wojewódzkiej ewidencji zabytków nieruchomych techniki, nie zmieniło to jednak w żadnym stopniu jego sytuacji. Zbiornik stał opustoszały, ulegając degradacji, pomimo pojawiających się planów urządzenia na górze torusa tarasu widokowego lub we wnętrzu restauracji „na wysokościach”. 
W 2017 roku rozpoczęto rewitalizację budowli. W budynkach położonych wokół wieży powstało eksploratorium nauki i techniki współpracujące z Centrum Nauki Kopernik Park Nauki Torus.
Portal The World Geography umieścił ciechanowski zbiornik na piątym miejscu w rankingu najbardziej niezwykłych wież na świecie.

## Galeria

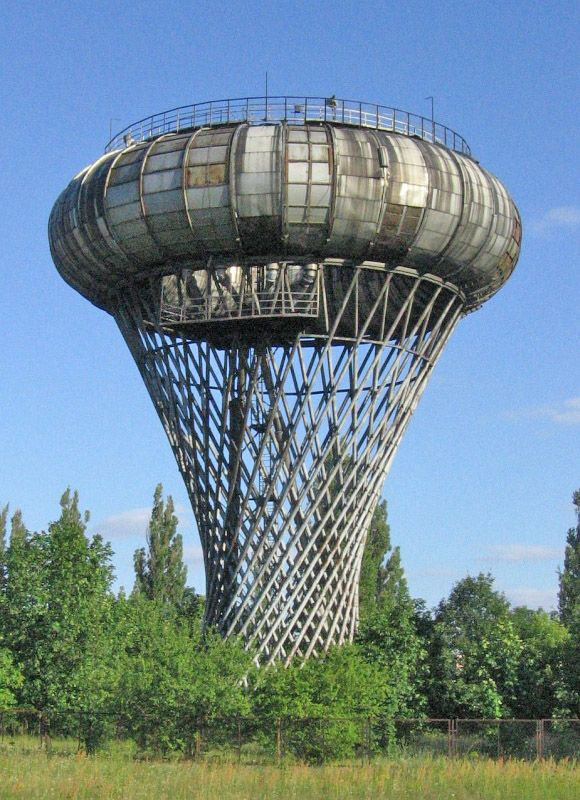
W 2006
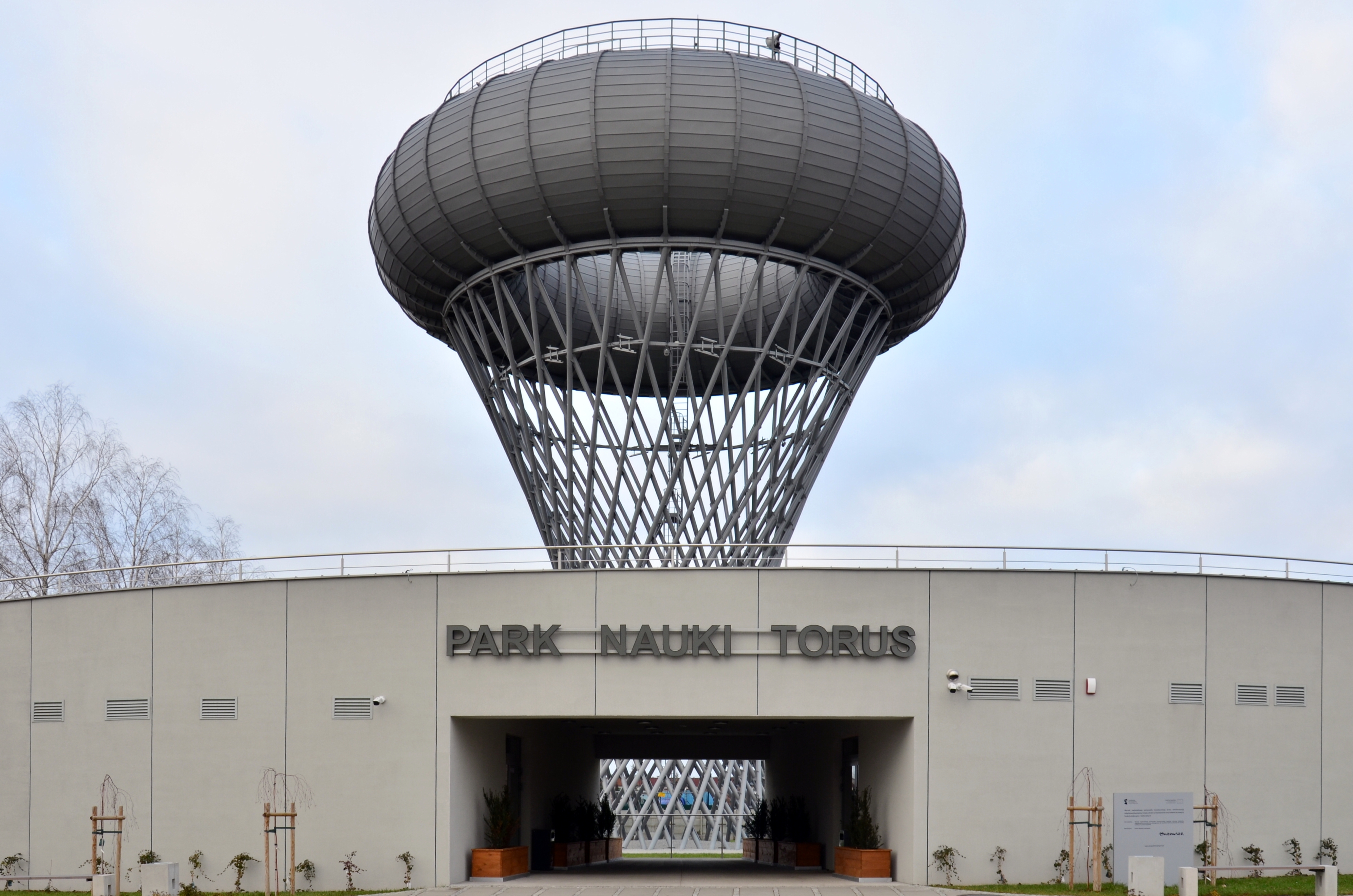
Park Nauki Torus
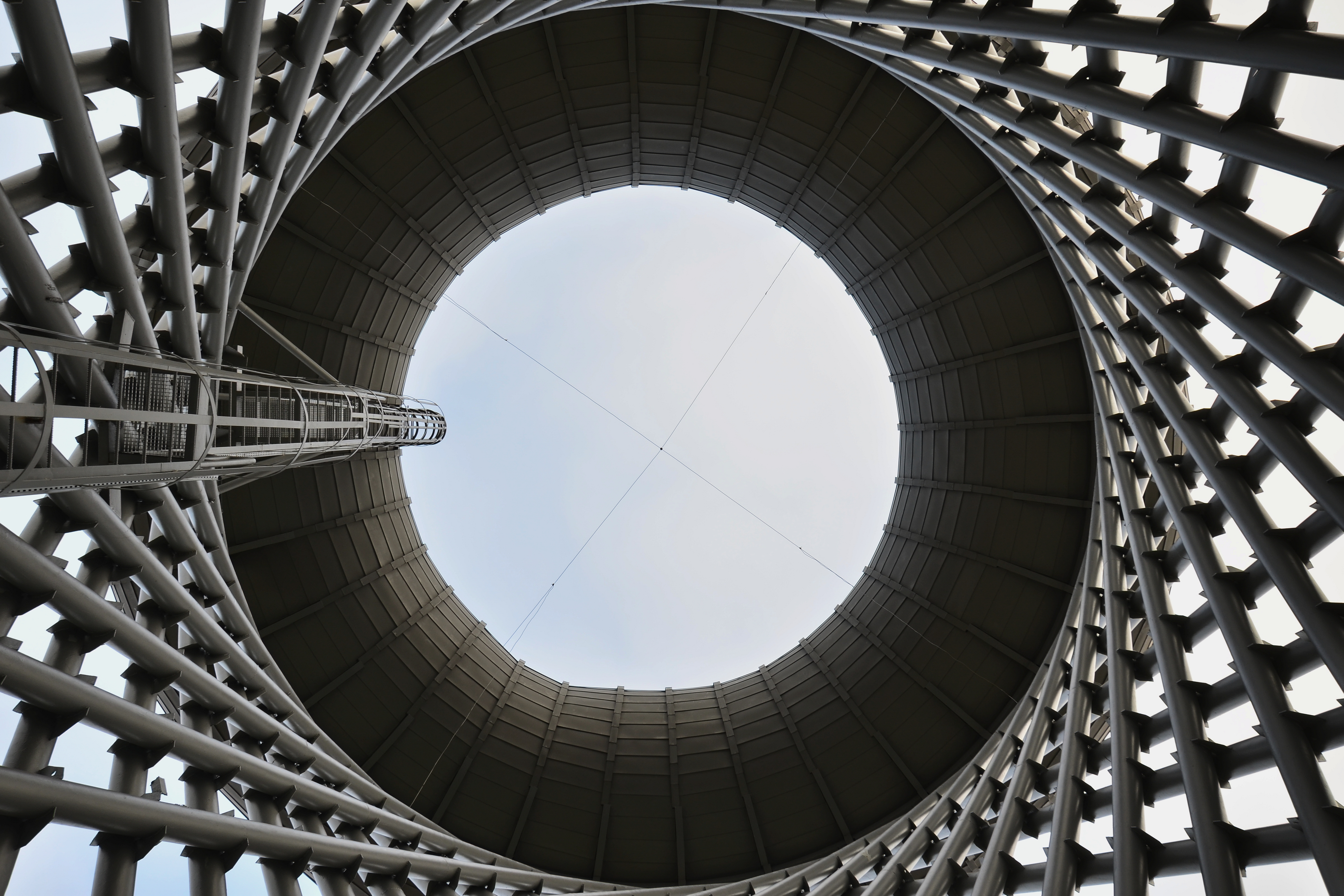
Wnętrze konstrukcji